# St. Sebald (Altenfurt)

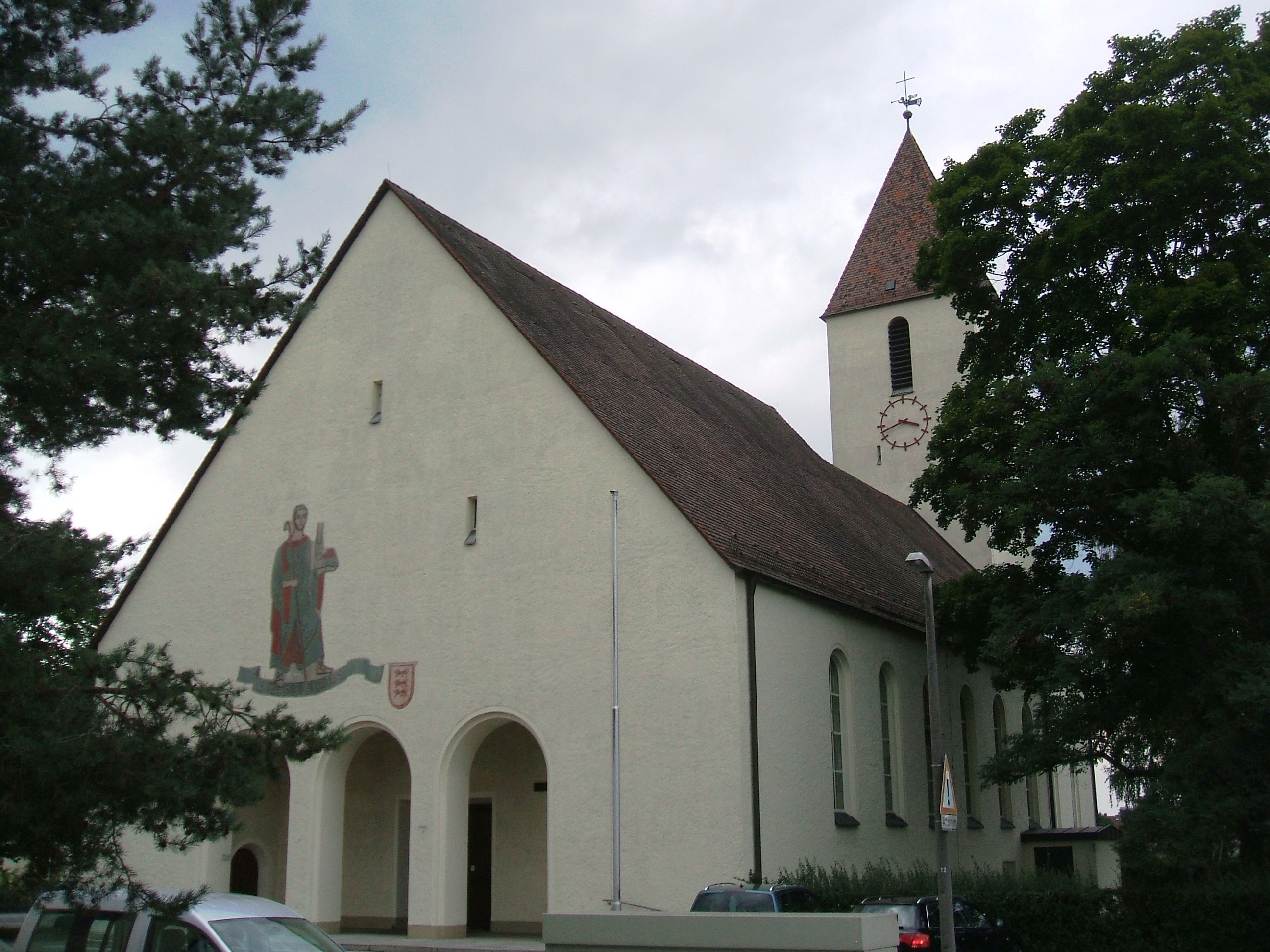
St. Sebald (Altenfurt)

Die römisch-katholische, denkmalgeschützte Filialkirche St. Sebald steht im Stadtteil Altenfurt von Nürnberg, einer kreisfreien Großstadt (Mittelfranken, Bayern). Das Bauwerk ist unter der Denkmalnummer D-5-64-000-2054 als Baudenkmal in die Bayerische Denkmalliste eingetragen. Die Kirche gehört zur Pfarrei Johannes der Täufer im Dekanat Nürnberg-Süd des Bistums Eichstätt. Kirchenpatron ist Sebaldus von Nürnberg, der Stadtpatron von Nürnberg.

## Beschreibung
Die verputzte Saalkirche mit Satteldach wurde 1934/35 nach einem Entwurf von Fritz Mayer gebaut. Sie hat ein Kirchenschiff mit geradem Chorabschluss. Der Chorturm im Norden hat ein Pyramidendach.
Im Glockenstuhl des Turms hängen hinter den Klangarkaden vier Kirchenglocken. Sie wurden 1957 von Friedrich Wilhelm Schilling in Heidelberg gegossen, nachdem das ursprüngliche Dreiergeläut aus der Erbauungszeit im Zuge der Materialablieferung zu Rüstungszwecken während des Zweiten Weltkriegs bis auf eine Glocke nicht mehr vorhanden war.
- Glocke 1 ist nach der Hl. Dreifaltigkeit benannt und klingt mit dem Ton fis′
- Glocke 2 ist nach der Hl. Familie benannt und klingt mit dem Ton a′
- Glocke 3 ist nach St. Sebald benannt und klingt mit dem Ton h′
- Glocke 4 ist nach St. Theresia vom Kinde Jesu benannt und klingt mit dem Ton cis″

Das Kirchenschiff wurde 1956/57 um fünf Joche nach Süden verlängert und erhielt für das  Portal einen offenen Windfang mit drei Arkaden. Auf der Fassade befindet sich ein Fresko des Hl. Sebaldus als Pilger und dem Modell einer Kirche. Der Innenraum ist mit einer flach gewölbten Holzdecke überspannt.
Über dem schlichten Altartisch befindet sich eine Triumphkreuzgruppe mit Kruzifixus und den Skulpturen von Maria und Johannes. Beide Seitenaltäre sind  Triptychen mit farbig gefassten und vergoldeten Reliefs bzw. Skulpturen von Heiligen.